# Campionati del mondo di atletica leggera 2011 - 5000 metri piani femminili
I 5000 metri piani femminili ai campionati del mondo di atletica leggera 2011 si sono tenuti il 30 agosto ed il 2 settembre. I tempi di qualificazione erano di 15'14"00 (standard A) e di 15'25"00 (B). Hanno partecipato 22 dei 23 iscritti.

## Risultati

### Batterie
Le prime 5 di ogni batteria, con i migliori 5 tempi ripescati vanno in finale.
| Pos. | Batteria | Nome                      | Nazione             | Tempo    | Note  |
| ---- | -------- | ------------------------- | ------------------- | -------- | ----- |
| 1    | 1        | Meseret Defar             | Etiopia             | 15:19.46 | Q     |
| 2    | 1        | Mercy Cherono             | Kenya               | 15:20.01 | Q     |
| 3    | 1        | Sylvia Kibet              | Kenya               | 15:20.08 | Q     |
| 4    | 1        | Sentayehu Ejigu           | Etiopia             | 15:20.13 | Q     |
| 5    | 1        | Yelena Zadorozhnaya       | Russia              | 15:23.90 | Q     |
| 6    | 1        | Amy Hastings              | Stati Uniti         | 15:29.49 | q     |
| 7    | 1        | Hitomi Niiya              | Giappone            | 15:31.09 | q     |
| 8    | 2        | Genzebe Dibaba            | Etiopia             | 15:33.06 | Q     |
| 9    | 2        | Tejitu Daba               | Bahrein             | 15:33.67 | Q     |
| 10   | 2        | Linet Masai               | Kenya               | 15:33.99 | Q     |
| 11   | 2        | Lauren Fleshman           | Stati Uniti         | 15:34.04 | Q     |
| 12   | 2        | Vivian Cheruiyot          | Kenya               | 15:34.80 | Q     |
| 13   | 2        | Zakia Mrisho              | Tanzania            | 15:35.37 | q, SB |
| 14   | 2        | Yelizaveta Grechishnikova | Russia              | 15:35.64 | q     |
| 15   | 1        | Helen Clitheroe           | Gran Bretagna       | 15:37.73 | q     |
| 16   | 2        | Megumi Kinukawa           | Giappone            | 15:38.23 |       |
| 17   | 2        | Alemitu Bekele            | Turchia             | 15:38.25 |       |
| 18   | 1        | Kayo Sugihara             | Giappone            | 15:41.78 | SB    |
| 19   | 2        | Molly Huddle              | Stati Uniti         | 15:42.00 |       |
| 20   | 1        | Alia Saeed Mohammed       | Emirati Arabi Uniti | 16:10.37 |       |
| 21   | 2        | Viktoriia Poliudina       | Kirghizistan        | 16:32.68 | SB    |
| 22   | 1        | Pauline Niyongere         | Burundi             | 17:23.56 | SB    |
|      | 1        | Sabine Fischer            | Svizzera            | DNS      |       |

### Finale
| Pos. | Nome                      | Nazione       | Tempo    | Note |
| ---- | ------------------------- | ------------- | -------- | ---- |
| 1    | Vivian Cheruiyot          | Kenya         | 14:55.36 |      |
| 2    | Sylvia Kibet              | Kenya         | 14:56.21 |      |
| 3    | Meseret Defar             | Etiopia       | 14:56.94 |      |
| 4    | Sentayehu Ejigu           | Etiopia       | 14:59.99 |      |
| 5    | Mercy Cherono             | Kenya         | 15:00.23 |      |
| 6    | Linet Masai               | Kenya         | 15:01.01 |      |
| 7    | Lauren Fleshman           | Stati Uniti   | 15:09.25 |      |
| 8    | Genzebe Dibaba            | Etiopia       | 15:09.35 |      |
| 9    | Tejitu Daba               | Bahrein       | 15:14.62 | PB   |
| 10   | Yelena Zadorozhnaya       | Russia        | 15:15.48 |      |
| 11   | Zakia Mrisho              | Tanzania      | 15:18.81 | SB   |
| 12   | Helen Clitheroe           | Gran Bretagna | 15:21.22 |      |
| 13   | Hitomi Niiya              | Giappone      | 15:41.67 |      |
| 14   | Yelizaveta Grechishnikova | Russia        | 15:45.61 |      |
| 15   | Amy Hastings              | Stati Uniti   | 15:56.06 |      |